# Potentilla oaxacana
Potentilla oaxacana är en rosväxtart som beskrevs av Per Axel Rydberg. Potentilla oaxacana ingår i Fingerörtssläktet som ingår i familjen rosväxter. Inga underarter finns listade i Catalogue of Life.